# Larissa Kaufmann
Larissa Kaufmann (* 1985 in Karlsruhe) ist eine deutsche Leichtathletin, die national vor allem in den Staffeln erfolgreich war.

## Sportliche Karriere
Larissa Kaufmann gewann mit der 4-mal-400-Meter-Staffel der LG Karlsruhe bei den Deutschen Meisterschaften 2006 überraschend Bronze (damals Platz drei der DLV-Bestenliste) und errang in den Folgejahren mit wechselnder Besetzung weitere Top-Platzierungen (2008: Vierte, 2010: Sechste, 2011: Fünfte, 2012: Siebte, 2013: Sechste). Sie war im Sommer 2012 in der Weltrangliste unter den besten 40 über 200 Meter platziert.

## Berufsweg
Die promovierte Biologin ist als sogenannte „Country Approval Associate (CAA)“ für die Startphase klinischer Studien bei PPD (jetzt Thermo Fisher Scientific) verantwortlich und leitet ehrenamtlich das von ihrem Vater, dem 400-Meter-Olympiazweiten Carl Kaufmann, im Karlsruher Stadtteil Waldstadt im Oktober 1967 gegründete Kellertheater Die Käuze, das jährlich vier Premieren und Stücke mit und für Kinder spielt.

## Persönliche Bestzeiten
(Stand: 8. Dezember 2019)
Halle
- 60 Meter: 7,96 s, 27. Januar 2010 in Karlsruhe
- 100 Meter: 12,47 s, 25. Mai 2012 in Weinheim
- 200 Meter: 22,59 s, 2. Mai 2015 in Mannheim
- 400 Meter: 56,1 s, 23. Juni 2012 in Schutterwald
- 4 × 100 Meter: 47,11 s, 9. Juni 2012 in Böblingen
- 4 × 200 Meter: 1:39,95 min, 28. Januar 2016 in Sindelfingen
- 4 × 400 Meter: 3:44,87 min, 6. Juli 2008 in Nürnberg